# Сестри Святої Родини з Назарету
Сестри Святої Родини з Назарету (лат. Gongregatio Sororum Sacrae Familiae de Nazareth, CSFN) — католицька жіноча чернеча конгрегація, заснована в Римі в 1875 році блаженною Францішкою Седліською.

## Історія
Громаду Сестер Святої Родини з Назарету заснувала у Римі у 1875 році польська черниця шляхетського походження Францішка Седліська (1842—1902). Згоду на створення конгрегації дав кардинал-вікарій Раффаеле Монако Ла Валлетта. Конгрегація отримала папський похвальний указ 1 вересня 1896 року, а статут були остаточно затверджено Святим Престолом 4 червня 1923 року. Девіз згромадження — «Хай буде воля Твоя» (Fiat Voluntas Tua).
Сестри служили в школах, а також у службах з догляду за дітьми, догляду за літніми людьми, а також у парафіяльних, тюремних та молодіжних служіннях. З самого заснування черниці-назаретанки почали активну діяльність в різних країнах світу. У 1885 році Францішка Седліська, яка отримала чернече ім'я Марія Ісуса Доброго Пастиря, та 11 сестер вирушили до Чикаго, де їх запросили служити на потреби польських дітей-емігрантів та сімей. Там вони укомплектували дві школи та дитячий будинок. Незабаром Конгрегація розширила свої послуги на Середньому Заході. У 1897 році сестри відкрили свою першу лікарню у Вадовицях в Польщі.
Після окупації СРСР у 1939 році 28 сестер із Гродна та Вільнюса депортували до Сибіру. Інші сестри з Польщі разом із армією генерала Андерса перебралися до Африки, а після війни до Великої Британії. 1 серпня 1943 року в Новогрудку 11 сестер-назаретанок закатувало гестапо. 5 березня 2000 року папа Іван Павло II приєднав їх до лику блаженних. Група відома як Новогрудські мучениці.
Зараз Сестри Святої Родини з Назарету служать в Австралії, Білорусі, Гані, Філіппінах, Франції, Італії, Литві, Польщі, Пуерто-Рико, Ізраїлі, Великій Британії, Росії, Іспанії, США та Україні. Штаб-квартира — в Римі. Сестри працюють у різних сферах охорони здоров'я й виконують обов'язки капеланок лікарень, медсестер, терапевток та лаборанток, надаючи допомогу хворим, літнім та немічним. Станом на 2005 рік згромадження нараховувало 1490 членів і 153 обителі в 13 країнах. Найбільше їх у Польщі — 840 сестер у 80 обителях.